# Salisbury Court Theatre
O Salisbury Court Theatre foi um teatro da Londres do século XVII. Ocupou as imediações de Salisbury Court, que havia sido a residência londrina dos bispos de Salisbury. Salisbury Court foi adquirido por Richard Sackville em 1564; quando Thomas Sackville foi nomeado Conde de Dorset, em 1604, o edifício foi rebatizado como Dorset House. (Seu descendente, Edward Sackville, quarto Conde de Dorset, foi Lord Chambelán da rainha Henriqueta Maria nos anos 1630, e foi um influente hommem do teatro em Londres, sendo a força impulsora da criação do Salisbury Court Theatre.).